# Himalopenetretus falciger
Himalopenetretus falciger is een keversoort uit de familie van de loopkevers (Carabidae). De wetenschappelijke naam van de soort werd voor het eerst geldig gepubliceerd in 1989 door Heinz en Ledoux als Deltomerus falciger.